# Hol (Nordland)
Pour les articles homonymes, voir Hol.
Hol est une localité du comté de Nordland, en Norvège.

## Géographie
Administrativement, Hol fait partie de la kommune de Tjeldsund.